# Partido Social Demócrata Foral
El Partido Social Demócrata Foral fue un partido político español de ámbito regional navarro activo durante la Transición.
Fue creado en el verano de 1976 por Jaime Ignacio del Burgo a partir de dos asociaciones preexistentes, Causa Ciudadana y Acción Social Democrática, e inscrito en el registro de partidos políticos del Ministerio del Interior el 21 de febrero de 1977, presentándose en sociedad en marzo de dicho año. Formaban su comité ejecutivo Jaime Ignacio del Burgo, presidente, Juan Cruz Alli, Javier Hervada, Marisa Abril y Jesús Tanco. Otro militante que posteriormente alcanzaría renombre fue Javier Gómara.
El PSDF era miembro federado del Partido Social Demócrata de Francisco Fernández Ordóñez y Rafael Arias Salgado y constituyó en Navarra, junto con el Partido Demócrata Liberal de Jesús Aizpún la coalición Unión de Centro Democrático, que se presentó a las elecciones generales de 1977 obteniendo tres escaños y tres senadores (entre ellos, el presidente del partido, Del Burgo). Al transformarse la UCD en partido político en 1978, el PSDF desapareció.